# Milena Dvorská
Milena Dvorská, née le 7 septembre 1938 à Prostějov et morte le 22 décembre 2009 à Prague, est une actrice de cinéma tchèque. 
Elle est apparue dans 70 films et émissions de télévision entre 1955 et 2009.

## Biographie
Étudiante en école d'infirmières, elle est découverte par hasard par Jan Werich à l'âge de 15 ans lorsqu'elle vient lui demander un autographe dans la loge d'un théâtre à Prostějov. Elle séjourne ensuite trois mois chez les Werich à Kampa dans une chambre mansardée pendant le tournage du conte de fées Byl jednou jeden král… (Il était une fois un roi), qui la rend célèbre dans tout le pays sous le nom de la noble princesse Maruška. Elle a ensuite l'opportunité de tourner le film Anděl na horách (cs) (L'Ange dans les montagnes) avec Bořivoj Zeman, où elle rencontre Vlasta Fabianová, qui joue sa mère. Fabianová l'aide à se préparer à ses examens d'acteur. 
En 1960 , elle est diplômée de la Divadelní fakulta Akademie múzických umění v Praze (DAMU) et commence à jouer au Théâtre D 34 de Prague (plus tard le Divadlo E. F. Buriana). À l'exception des années 1970-1972, lorsqu'elle est membre du Divadlo za branou, elle reste dans ce rôle jusqu'à sa fermeture en 1991. Parmi les rôles sur cette scène, elle est remarquée dans celui de Sofia de Platon, Arkadina dans La Mouette, Polly dans Žebrácké opeře (L'Opéra du gueux), le rôle-titre dans Anně Christie (Anna Christie) ou Emilka dans Jak okrást zloděje (Comment voler un voleur). Dans la seconde moitié des années 1990, elle est l'invitée de la scène rénovée du Divadlo na Fidlovačke à Prague-Nusle. En 2004 et 2005, elle étudie deux rôles dans des productions itinérantes de la Divadelní společnost Háta (cs) (Keys for Sunday, If You, So Do I, My Love!). 
Parallèlement, sa carrière cinématographique continue avec succès. À l'écran dans les années 1960, elle joue des rôles de jeunes femmes et plus tard, à travers des rôles costumés, des rôles de mères attentionnées. Par exemple, elle joue un rôle majeur dans le dernier film de Martin Frič, Nejlepší ženská mého života (cs) (La meilleure femme de ma vie), aux côtés de Jiří Sovák (cs). Dans un rôle comique, elle apparait dans les films populaires Marečku, podejte mi pero! (Donnez-moi un stylo) et Vesničko má středisková (Mon cher petit village). Elle apparaît également souvent à la télévision.

### Vie privée
Originaire de Prostějov où son père travaillait comme commis et sa mère dans une usine de vêtements, elle a un frère aîné et une sœur cadette. 
Pendant ses études à la DAMU, elle rencontre l'étudiant étranger en réalisation Orfei Cokov, avec qui elle a une fille, Lucie. Cependant, Cokov rentre chez lui en Bulgarie immédiatement après ses études. Elle-même travaille à temps plein au Théâtre E. F. Burian à l'époque, elle envoie donc sa fille chez ses parents pour son éducation, où Lucie reste jusqu'à l'âge de six ans. Elle a ensuite été mariée pendant plus de 40 ans à l'acteur Josef Kraus, avec qui elle a eu un fils, Jakub, qui est devenu directeur de la photographie.
Sa fille Lucie épouse Jan Dvorský, avec qui elle part et se coupe alors du reste de sa famille. Dvorský fonde une secte, se déclare le « Sauveur du monde » et se fait appeler Parsifal,. Lucie a huit enfants avec lui. La famille vivait en dernier lieu à Ostende, en Belgique. La fille aînée, Julia, retrouve sa grand-mère, Milena Dvorská, à Prague peu avant sa mort à la Vila Na Podkovce 12 (cs),.

## Filmographie

### Cinéma
- 1954 : Byl jednou jeden král… – Maruška
- 1955 : Anděl na horách (cs) – Věra Matoušková
- 1958 : Zatoulané dělo – Olina
- 1958 : Noční návštěva – Slávka
- 1962 : Zámek pro Barborku – Vlasta
- 1962 : Prosím, nebudit – Věra
- 1963 : Začít znova – Alena
- 1966 : Poslední růže od Casanovy – Valerie
- 1966 : Jeden deň pre starú paniu – Heda
- 1968 : Pražské noci – partie 1 : Fabricius a Zuzana – Zuzana
- 1968 : Ohlédnutí – la femme de Francis
- 1968 : Nejlepší ženská mého života – Kaplanová
- 1972 : Vražda v hotelu Excelsior – Dana Matoušová
- 1972 : Tatínek na neděli – Olga
- 1972 : Tajemství velikého vypravěče – Ida Ferrierová
- 1972 : Tie malé výlety – Landová
- 1972 : Kapitán Korda – Kordová
- 1972 : Elixíry ďábla – Euphemie
- 1973 : Tři nevinní – une caissière
- 1973 : Tajemství zlatého Buddhy – von Waldberg
- 1973 : Láska – Eva
- 1973 : Adam a Otka – la tante
- 1975 : Anna, sestra Jany – la mère
- 1976 : Smrt mouchy – Kodetová
- 1976 : Odysseus a hvězdy – la mère en 2000
- 1976 : Marečku, podejte mi pero! – Outratová
- 1976 : Malá mořská víla – la sorcière
- 1976 : Běž, ať ti neuteče
- 1977 : Jak se budí princezny – la reine Eliška
- 1979 : Neohlížej se, jde za námi kůň – maman
- 1980 : Něco je ve vzduchu – Bartoníčková
- 1980 : Citová výchova jednej Dáše – Oľga Kohútová
- 1982 : Schůzka se stíny – mère
- 1982 : Predčasné leto – Docteure Takáčová
- 1983 : Pod nohama nebe – Lošťáková
- 1983 : Levé křídlo – Štěpánková
- 1983 : Jára Cimrman ležící, spící – l'archiduchesse
- 1983 : Evo, vdej se! – la directrice
- 1985 : Vesničko má středisková – Pávková
- 1985 : Noc smaragdového mesíce – Jarmila
- 1987 : MÁG – Durasová
- 1990 : Šípová Ruženka – Mária
- 1990 : Let asfaltového holuba – Poláková
- 1991 : Corpus Delicti – Milena
- 1996 : Kamenný most – la mère
- 1996 : Holčičky na život a na smrt – la mère
- 1999 : Z pekla štěstí – la mère d'Honza
- 2001 : Z pekla štěstí 2 – la mère d'Honza
- 2005 : Panic je nanic – une vendeuse
- 2009 : Ať žijí rytíři! – la cuisinière Anna

### Télévision
- 1961 : Dlouhý podzimní den
- 1964 : Tři chlapi po roce
- 1965 : Poslední opona
- 1966 : Ministerstvo strachu
- 1967 : Sedmero krkavců – la princesse maléfique
- 1967 : Osudná smyčka - Ing. Budínová
- 1968 : Rekviem za kouzelnou flétnu – une fille
- 1968 : …a sekať dobrotu! – une victime
- 1969 : Kaviár jen pro přátele – Valérie (Valina zvaná dívka)
- 1969 : Rozhovory (téléfilm) - l'amante
- 1970 : Kouzelný dům
- 1970 : Alexander Dumas starší (série TV) – Juliette Druottová
- 1972 : Pan Tau (série TV) – maman
- 1972 : Kruh světla
- 1972 : Zajatec šílenství
- 1974 : Třicet případů majora Zemana (série TV) – Věra Hanousková (épisode 15 à 30 : Kvadratura ženy)
- 1974 : Klasické příznaky (comédie TV) - Lidka
- 1974 : Libuše (opéra) – Libuše
- 1974 : Lesní ženka
- 1975 : Nebezpečí smyku (série TV) – maman
- 1975 : Des Christoffel von Grimmelshausen abenteuerlicher Simplicissimus (série TV)
- 1977 : Die Magermilchbande (série TV)
- 1977 : Klukovina
- 1978 : Přitažlivost země
- 1978 : Paví král
- 1978 : Hrozba – Daniela
- 1979 : Zkoušky z dospělosti (série) – Mme Fabiánová
- 1979 : Poslední koncert – Mme Bayerová
- 1981 : Sluníčko na houpačce
- 1981 : A na konci je začátek – Věra Rybová
- 1982 : Plášť Marie Terezie
- 1982 : O bílém jadýrku – la dame du château
- 1982 : Myslím, že vím
- 1982 : Cukor
- 1983 : O spící princezně, šípkových růžích a uražené víle
- 1984 : Koloběžka první – une pêcheuse
- 1984 : Bergman a Bergman
- 1984 : Až já budu královna – la reine
- 1984 : Dotek ruky - la mère de Jana
- 1985 : Záviš a Kunhuta – Kunhuta
- 1986 : Zikmund, řečený šelma ryšavá
- 1986 : Případ žárlivého muže
- 1986 : O Popelákovi – la belle-mère
- 1987 : Zatmění všech sluncí – Vlasta
- 1987 : Petr a Jan – la mère
- 1987 : O princezně na klíček
- 1987 : O nejchytřejší princezně – la reine
- 1987 : Der Ochsenkrieg – Válka volů (série TV)
- 1988 : Rodáci (série TV) – Mlejnková
- 1988 : Malé dějiny jedné rodiny (série TV) – la mère
- 1988 : Kouzelnice od křídového potoka
- 1988 : Kdo ví, kdy začne svítat…? – Vlasta
- 1988 : Chlapci a chlapi (série TV) – Marie Vosecká, la mère de Hanka
- 1991 : Pohádka o touze
- 1991 : Husarská čest
- 1993 : Milá slečno
- 1994 : To hezké růžové – la mère d'Adam
- 1995 : Posel – matka
- 1996 : Detektiv Martin Tomsa (série TV – épisode Veronika)
- 1997 : Princezna za tři koruny
- 1998 : Zlatý copánek
- 1998 : Poslední vlak (nouvelle production de la série Bakaláři)
- 2000 : Znásilnění
- 2000 : Den dobrých skutků
- 2001 : O ztracené lásce (série TV) – Dobrodějka, la diseuse de bonne aventure
- 2001 : Muž, který vycházel z hrobu – Šašková
- 2001 : Den, kdy nevyšlo slunce
- 2002 : Počkej, až zhasnu
- 2005 : Stříbrná vůně mrazu
- 2006 : Ulice (série TV) – Marta Jordánová
- 2006 : Nadměrné maličkosti – plusieurs enseignantes expérimentées
- 2006 : Letiště (série TV) – La mère des frères Šindler
- 2007 : Maharal – Tajemství talismanu – une femme mystérieuse

### Doublage
- 1964 : Vinnetou – Rudý gentleman – Ribanna
- 1969 : Znamení raka – sestra Jiřina
- 1969 : Tělo Diany – Genevieva
- 1983 : Zázraky se dějí – Julianina matka
- 1983 : Svobodárna – Věra Nikolajevna Goluběva
- 1985 : Jen aby to byla holčička – Elena
- 1986 : Návrat do ráje II (série TV) – Olive Down
- 1989 : Kdopak to mluví – Rosie
- 1990 : Kdopak to mluví 2 – Rosie
- 1993 : Doktorka Quinnová (série TV) – Dorothy Jenningsová
- 1996 : Pinocchiova dobrodružství – Leona
- 1996 : 101 dalmatinů – Nanny
- 2000 : Legenda o Mulan – Fa Li
- 2000 : Zamilovaná (série TV) – Caridad López